# 프란츠 크사버 빈터할터
프란츠 크사버 빈터할터(독일어: Franz Xaver Winterhalter, 1805년 4월 20일 ~ 1873년 7월 8일)는 독일의 화가 겸 판화가이다. 파리를 거점으로 전유럽의 왕족과 귀족의 초상화를 그려 명성을 얻었으며,《시녀에 둘러싸인 외제니 황후의 초상》(1855), 《엘리자베트 황후의 초상화》(1865) 등이 특히 유명하다.

## 생애
1805년 4월 20일 바덴 대공국의 시골 마을에서 농부 피델 빈터할터의 여섯 번째 아들로 태어난 그는 1818년 그림 공부를 하기 위해 고향을 떠났다. 1825년 바덴 대공 루트비히 1세의 장학금을 받아 뮌헨 예술 아카데미에 유학했고, 3년 뒤인 1828년 카를스루에에서 루트비히 1세의 이복동생인 레오폴트의 아내 그림 선생이 되었다. 이것이 인연이 되어 빈터할터는 레오폴트의 지원으로 이탈리아에서 유학했고 유학을 마친 뒤에는 레오폴트 대공의 궁정화가가 되었다. 이후《Il dolce Farniente》,《Il Decameron》등의 작품들이 인정을 받으면서 빈터할터의 명성은 이미 독일을 넘어선 것이 되었다.
1838년 빈터할터는 벨기에 왕국의 왕비 오를레앙의 루이즈마리와 그 아들 레오폴 2세의 초상화를 그린 것이 계기가 되어, 그 어머니 프랑스 왕비 마리 아멜리 드 부르봉의 관심을 끌게 되었다. 그는 당시 프랑스의 국왕이었던 루이 필리프의 궁정화가로 임명되었고, 그 가족들을 위한 초상화를 30여점가량 제작하였다. 이로써 빈터할터는 전 유럽에서 왕족, 귀족들의 초상화 전문화가로서 인기를 얻게 되었지만 그 반면 미술계에서는 평가절하되기 시작했다. 평론가들의 호평을 얻기 위해서는 종교화, 역사화 등의 작품을 그려야 할 필요가 있었지만 빈터할터는 결국 자신에게 부와 명성을 가져다준 초상화를 집중적으로 그리게 되었다. 빈터할터의 의뢰인 중에는 영국의 빅토리아 여왕도 있었는데 그녀는 빈터할터의 그림을 마음에 들어해서 그를 자주 영국에 초청해 자신과 가족들을 그리게 했다. 현재 그 중 다수의 작품이 버킹엄 궁전에 전시되어 있다. 자신을 궁정화가로 채용해 준 루이 필리프가 실각하고 망명한 이후에도 빈터할터는 유럽 등지를 돌아다니며 활발한 작품 활동을 했으며 나폴레옹 3세가 즉위하자 다시 그 밑에서 프랑스 왕실의 궁정화가로 활약했다. 미모로 명성이 높았던 외제니 황후를 자주 그렸으며 특히 1855년의 《시녀에 둘러싸인 외제니 황후의 초상》(Portrait de l'Impératrice Eugénie entourée de ses dames d'honneur)은 크게 호평을 받고 파리 만국박람회에도 전시되었다.
이후 스페인 왕실의 이사벨 2세 모녀를 비롯해 영국, 러시아, 독일, 프랑스 등 전 유럽 각지의 왕족으로부터 초상화를 그려달라는 주문이 쇄도했으며 그 중에는 러시아 황후 마리아 알렉산드로브나, 멕시코 황제 막시밀리안 1세와 그 아내 카를로타도 있었다. 이처럼 밀려드는 주문을 해결하기 위해 빈터할터는 많은 조수들을 고용해야 했고, 그의 초상화 화가로서의 인기는 절대적이었다. 만년의 빈터할트는 외국 등지를 돌아다니며 그간의 과로로 혹사시킨 몸을 쉬었고, 1870년 나폴레옹 3세의 프랑스 제2제국이 폐지되자 바덴의 궁정화가가 되어 카를스루에에 거처를 정했다. 1873년 프랑크푸르트에서 발진티푸스에 걸려 죽었다.

## 갤러리

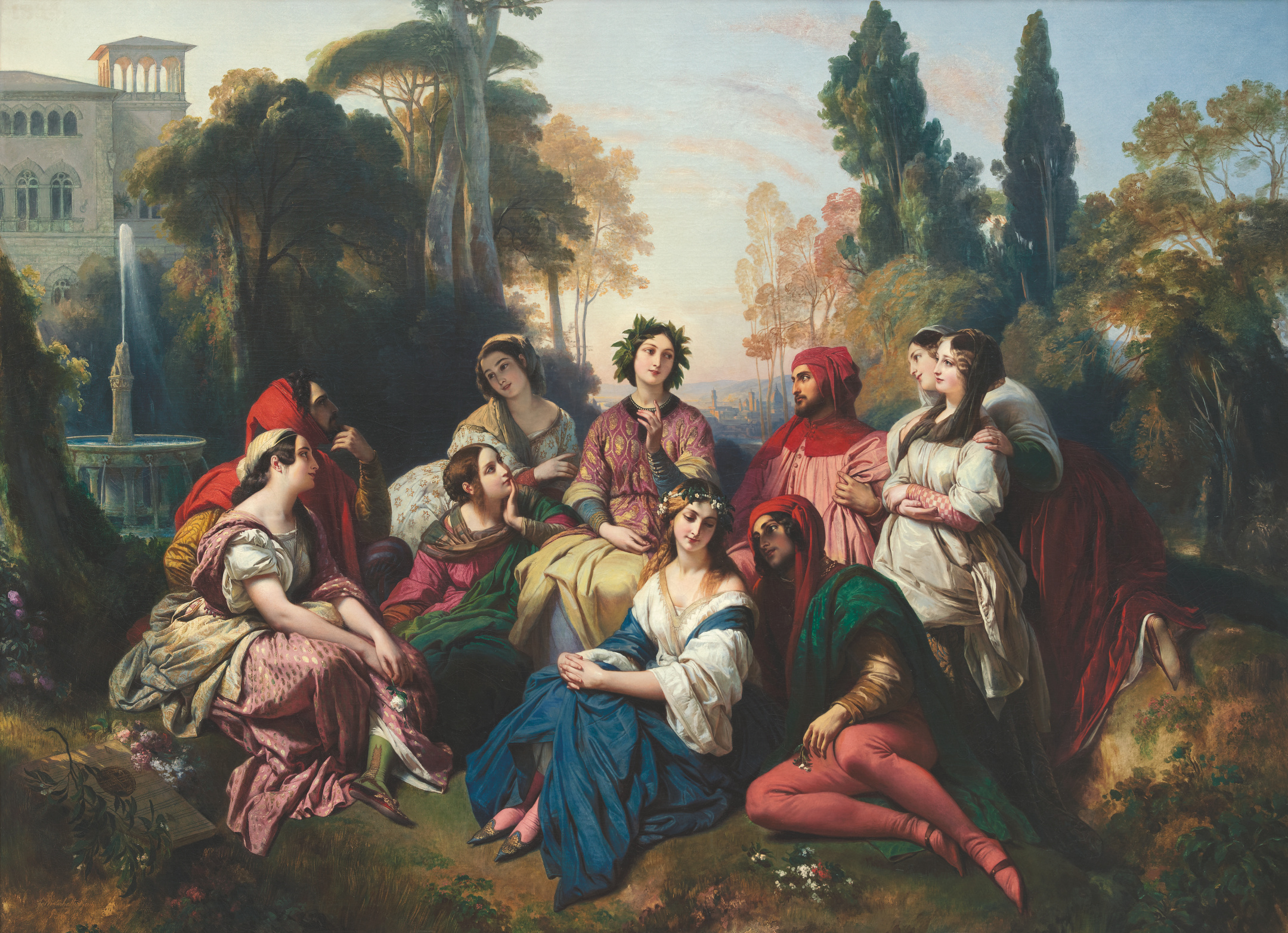
데카메론
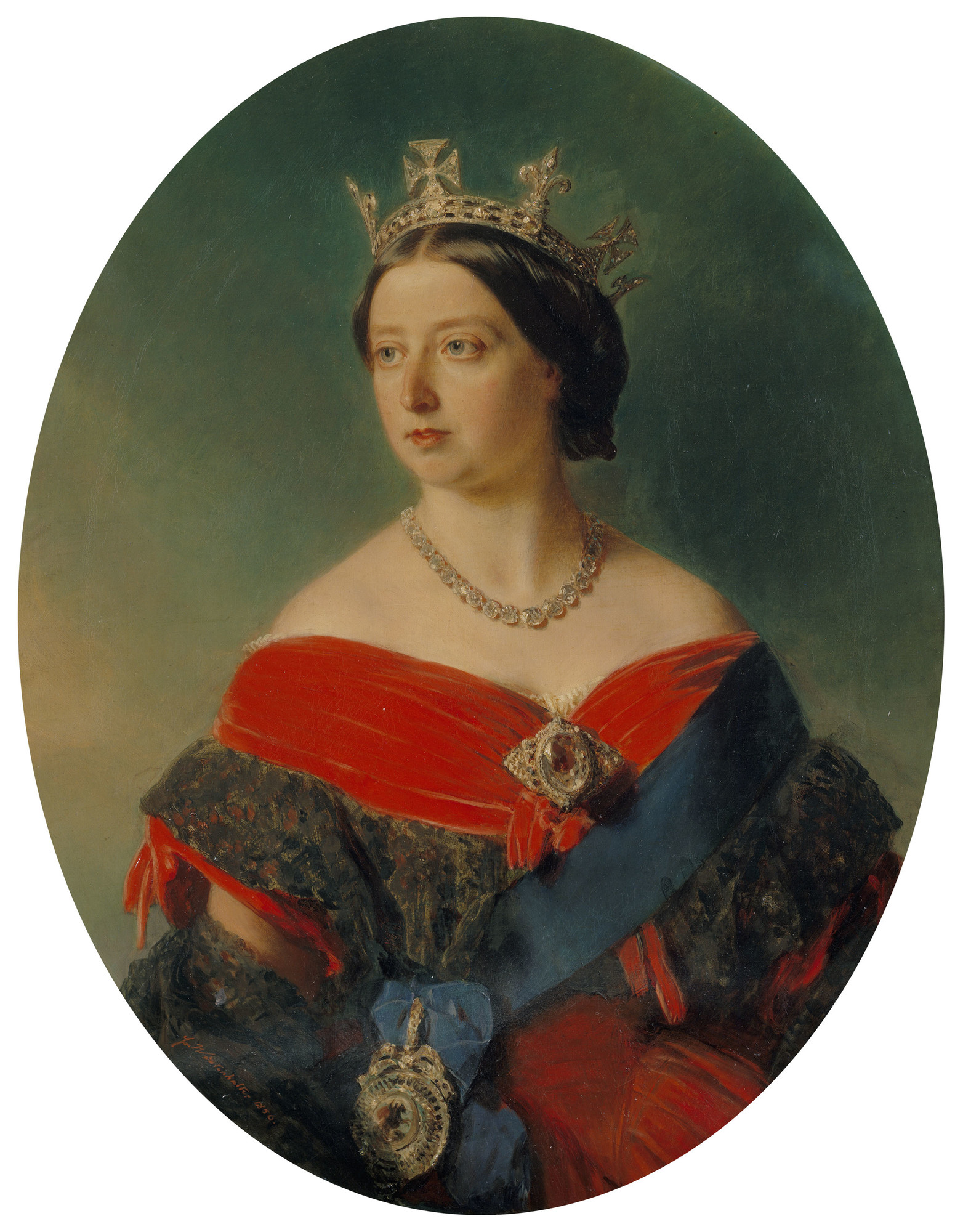
영국 여왕 빅토리아
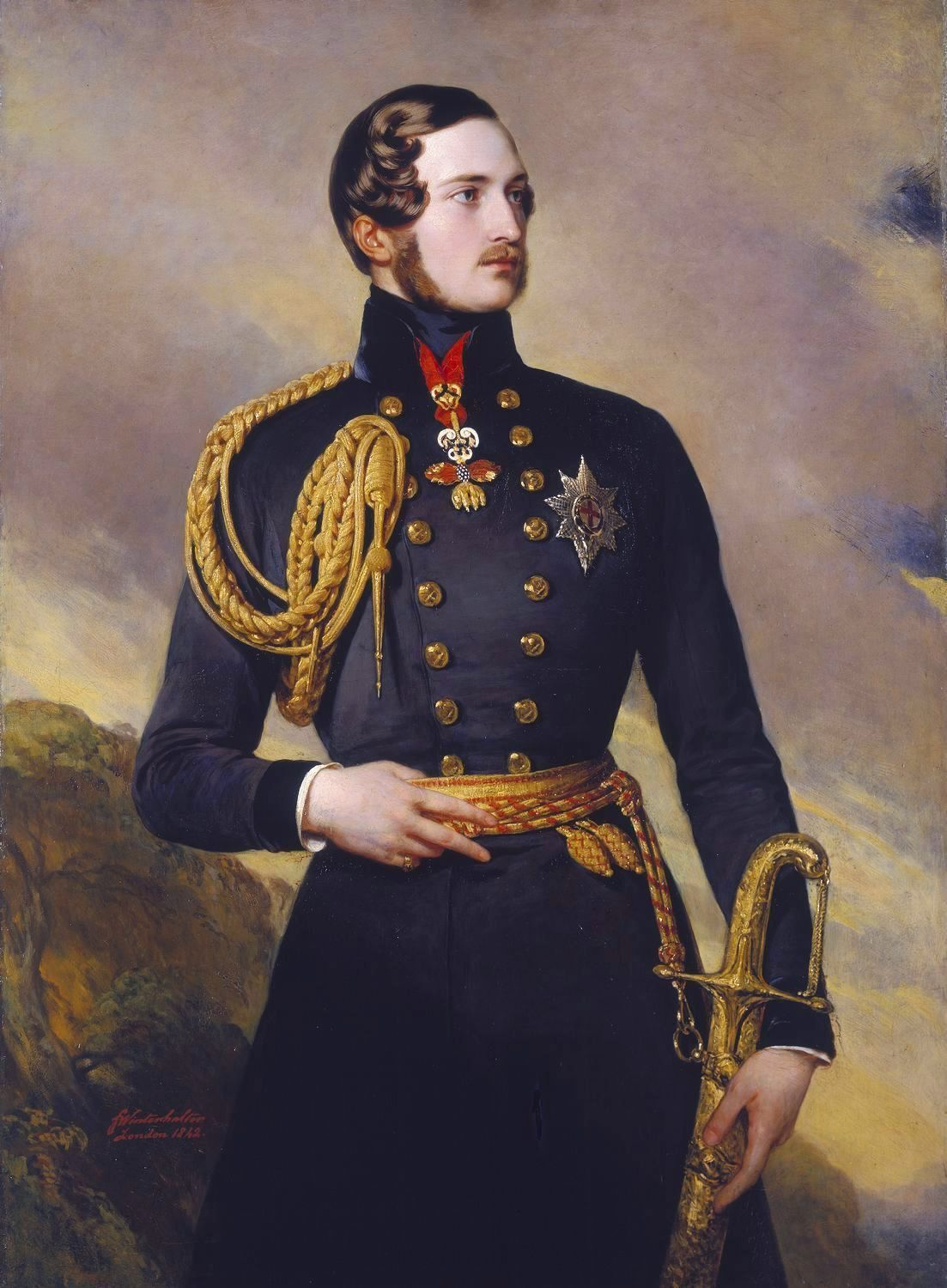
앨버트 공
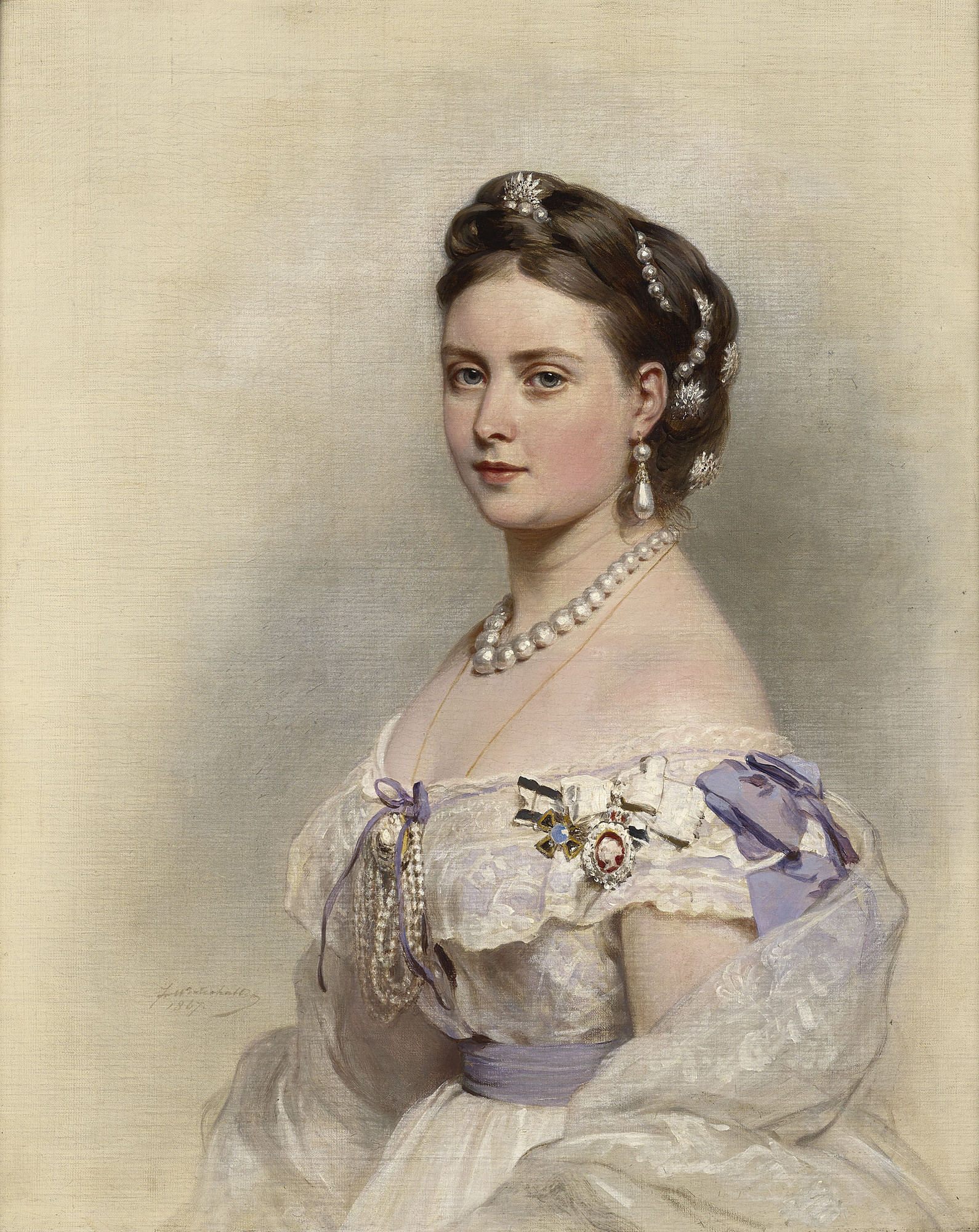
독일 황후 빅토리아
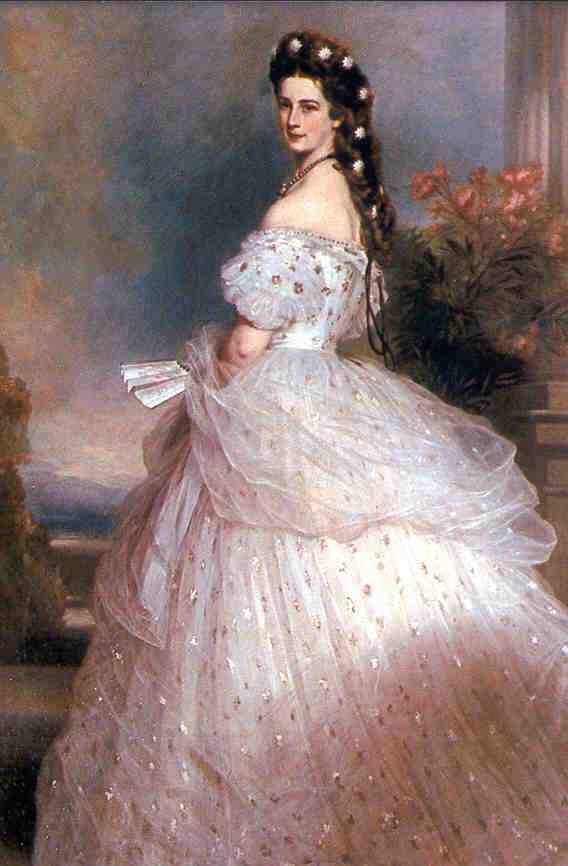
오스트리아 황후 엘리자베트
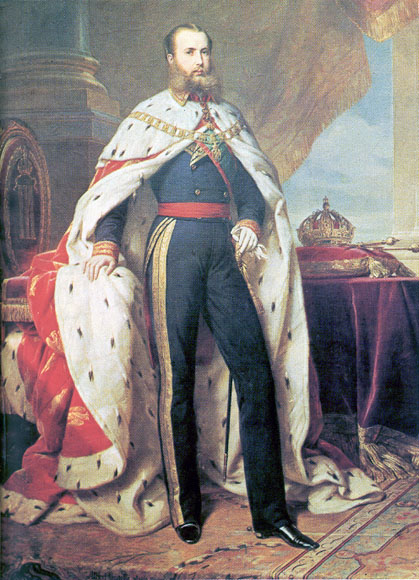
멕시코 황제 막시밀리안
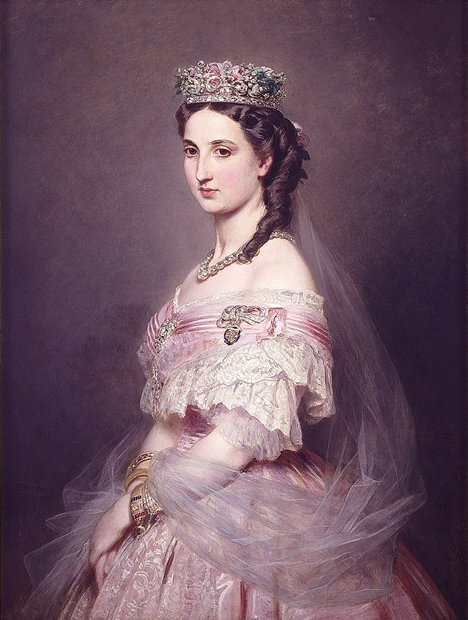
멕시코 황후 카를로타
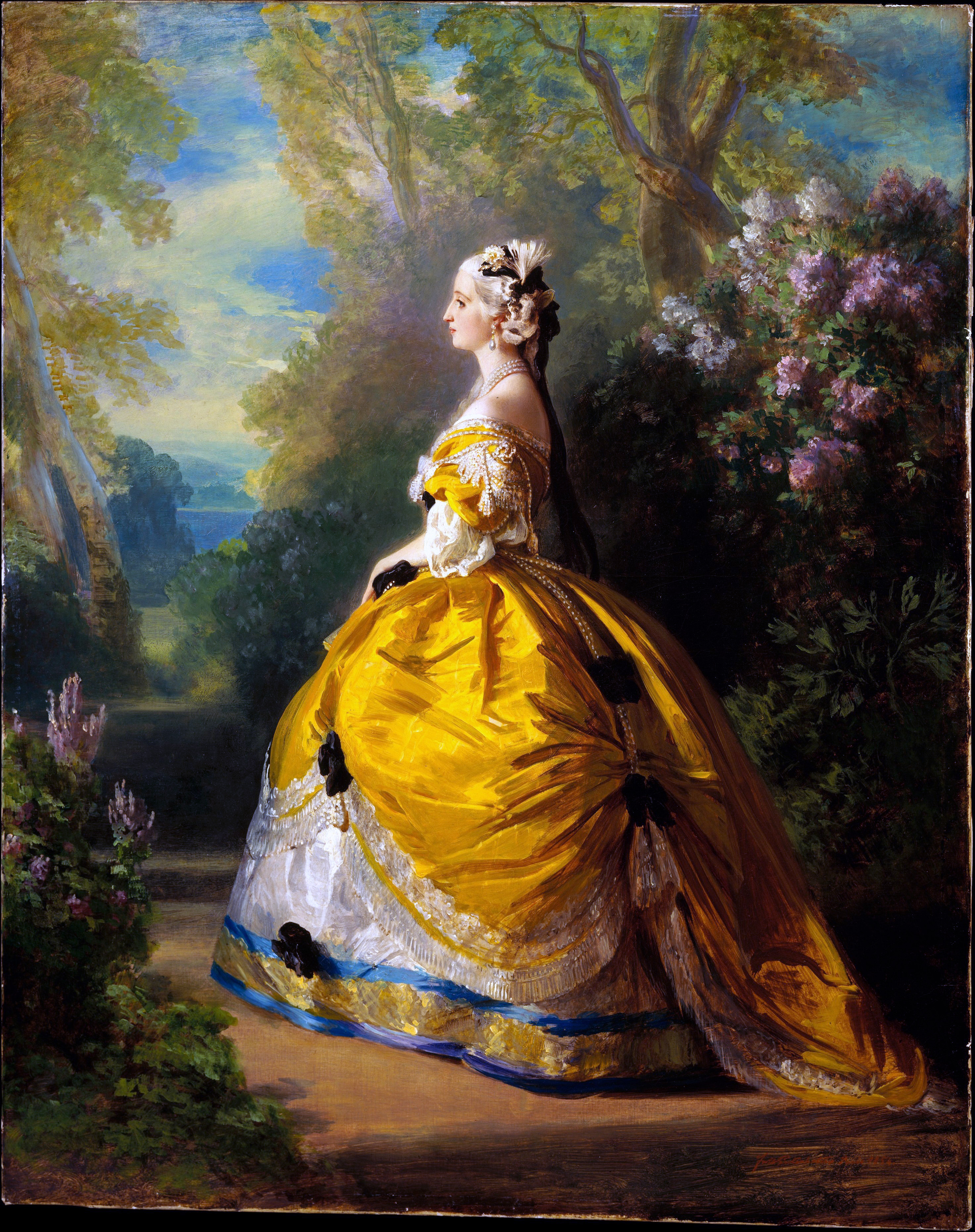
프랑스 황후 외제니
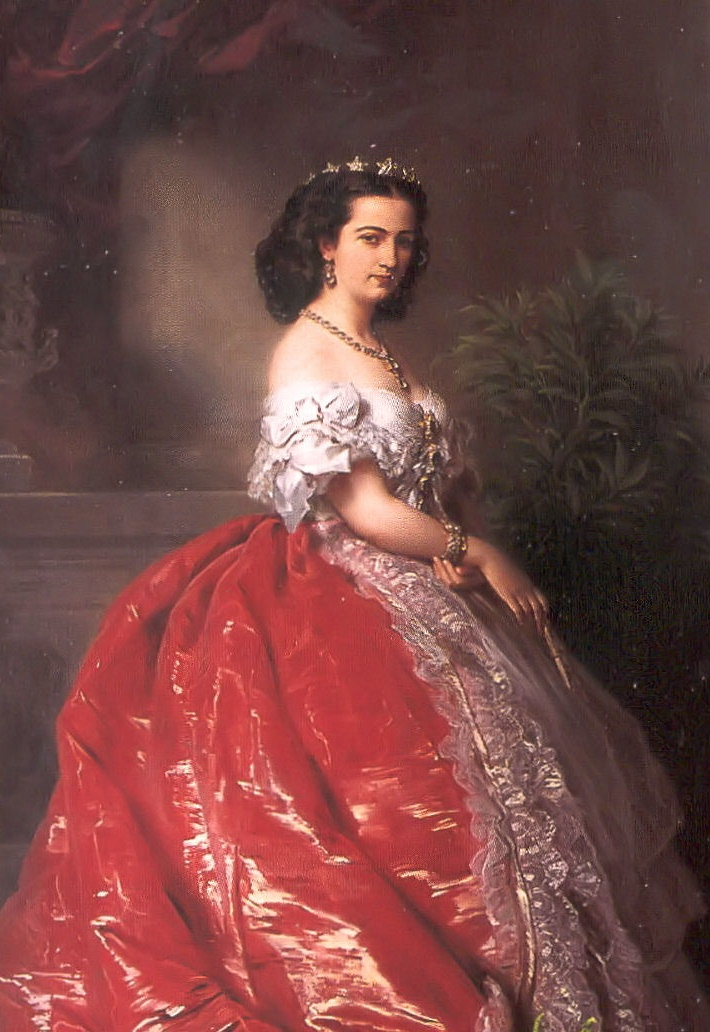
마틸드 보나파르트
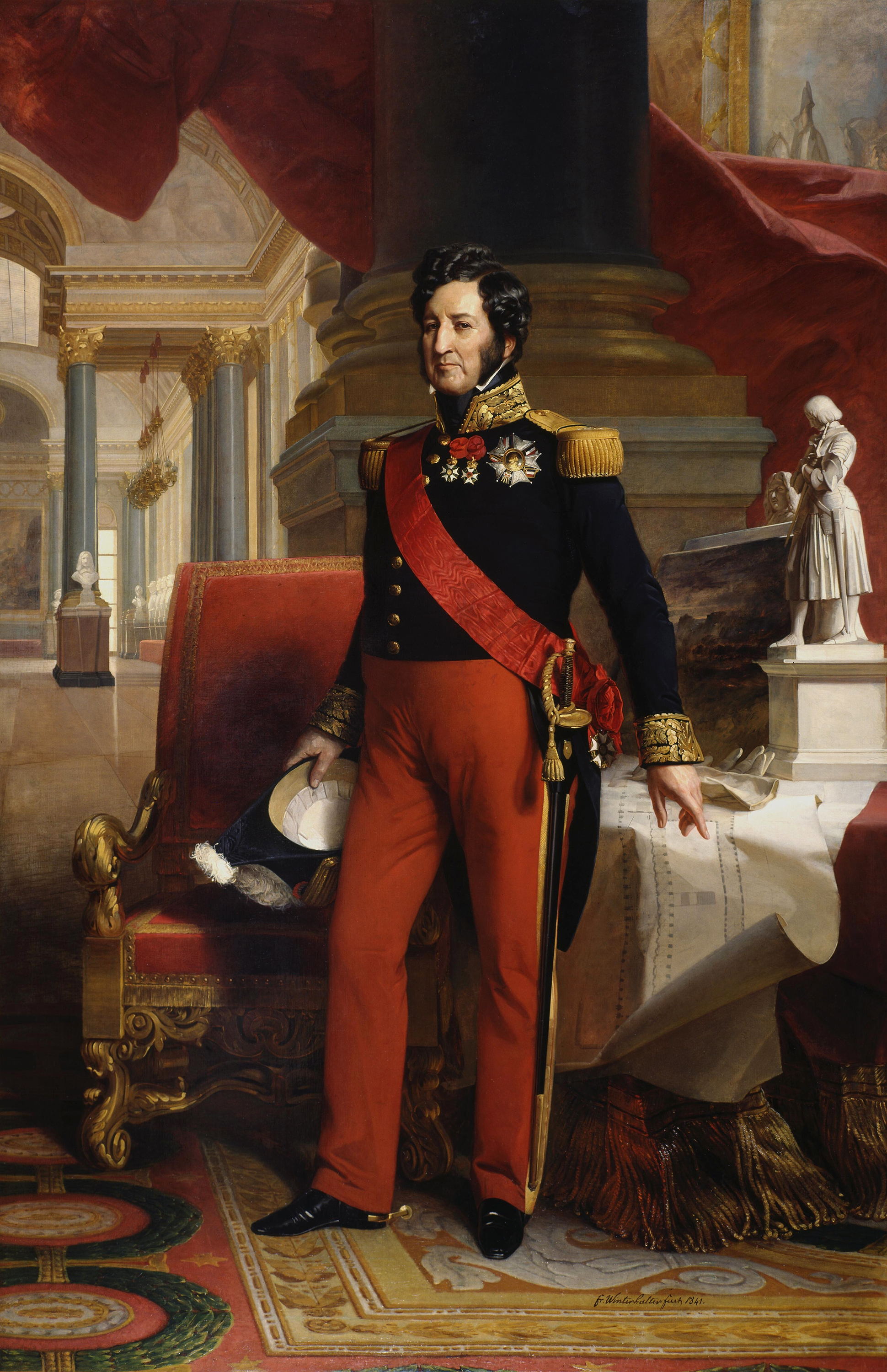
루이 필리프
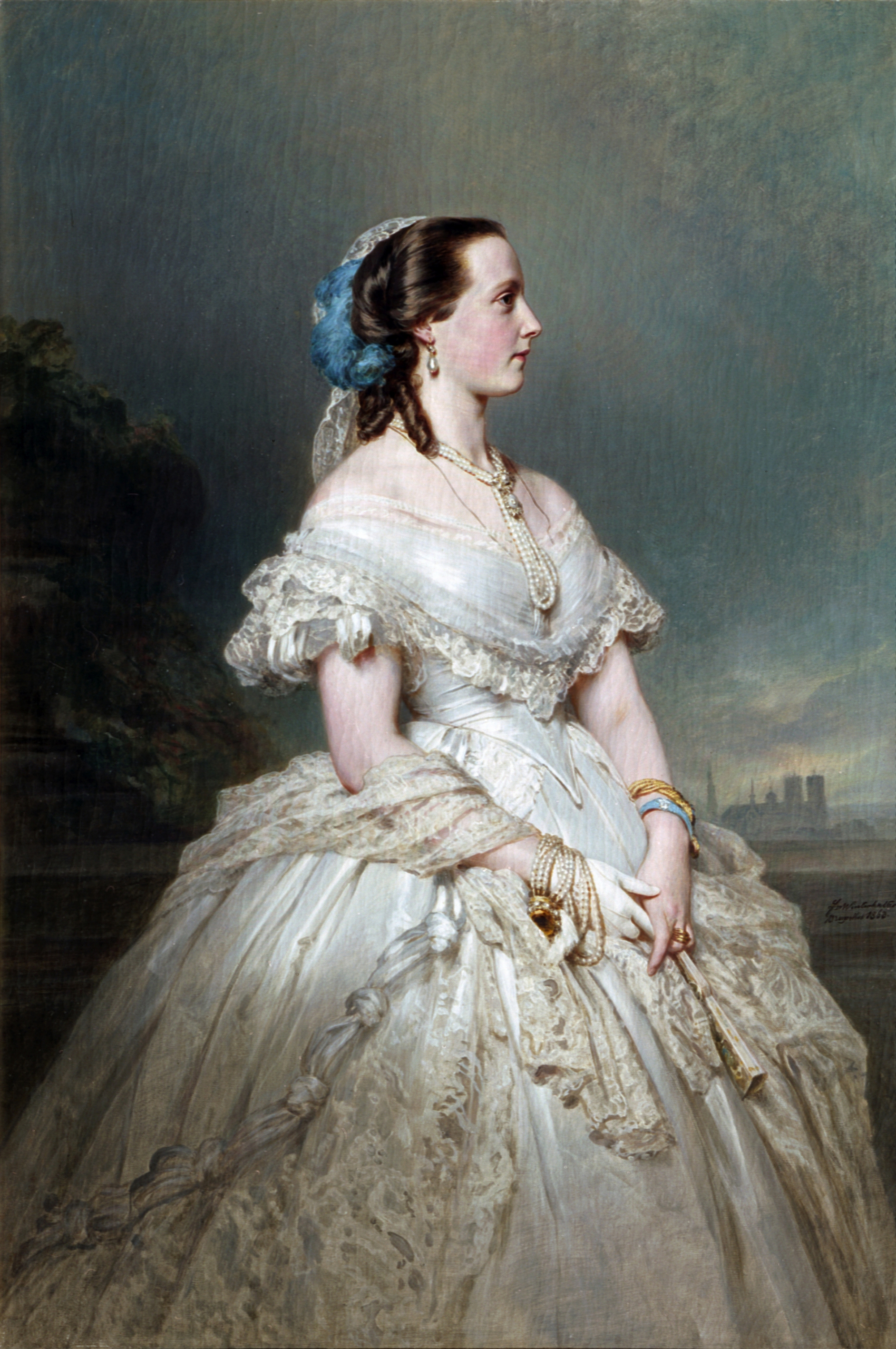
벨기에 왕비 마리 앙리에트
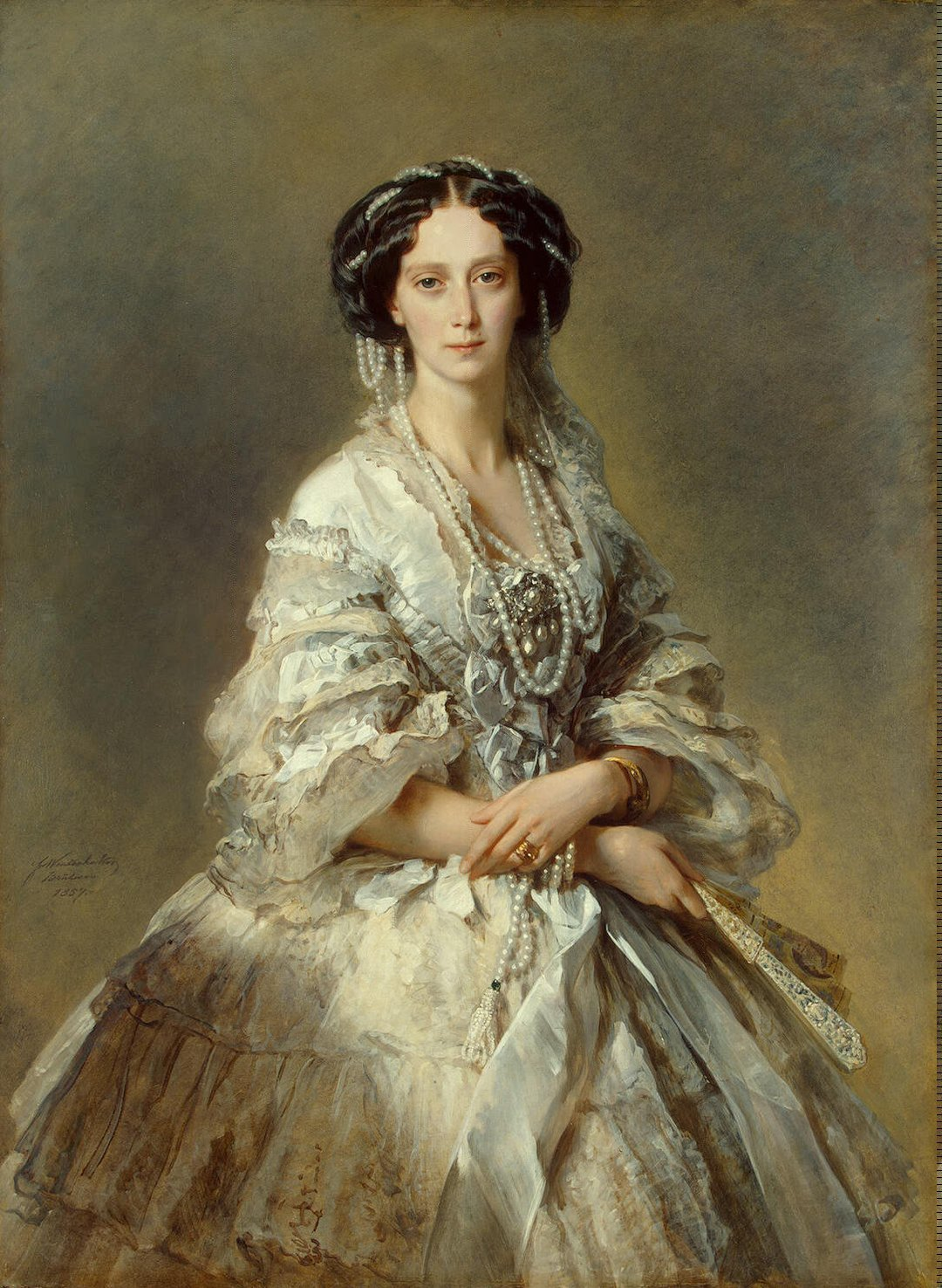
러시아 황후 마리아 알렉산드로브나